# 台中太原足球場
台中太原足球場位於台灣台中市北屯區建軍一街6-8號，靠近台74號快速道路太原交流道（南側出入口），是台中市的一座擁有國際二星認證人工草皮足球場。舉辦多場賽事。